# Nanoteknologi
Nanoteknologi betegner anvendt naturvidenskab, som beskæftiger sig med strukturer af størrelsesorden 0,1 – 100 nm, hvor en nanometer er en milliontedel millimeter (også skrevet som 10⁻⁹ m)
Karakteristisk for dette niveau er, at strukturerne er for store til at beskrives af enkle atommodeller, og samtidig er de for små til at beskrives af klassiske teorier, som klassisk termodynamik, klassisk elektromagnetisme og newtonsk fysik. Man kan dermed nærme sig nanoteknologi fra to kanter; enten nedenfra, ved at tage udgangspunkt i molekylær kemi og fysik for så at bygge strukturene større og mere komplicerede, eller ovenfra, ved at tage udgangspunkt i klassiske, makroskopiske modeller, men med tillæg af kvante-effekter og andre brud på makroskopisk naturvidenskab.
Feltet er af natur tværfagligt, og betegnelsen nanoteknologi bruges, til dels, med forskellige betydninger i fysik, kemi, biologi, medicin og materialevidenskab. Disse felter har alle hver for sig over længere tid arbejdet med forskning og anvendelser på nano-niveau. Det nye de sidste år er at samle alt nano-relateret i et begreb på tværs af faggrænser. Nyt er også en drejning af fokus fra grundforskning til anvendelser.
Fysikdelen af nanoteknologien kaldes også mesoskopisk fysik.
Nanoteknologi som en selvstændig videnskabelig disciplin anses af mange som værende grundlagt i Richard Feynmanns visionære tale "There's plenty of room at the bottom", hvor han forudser mange af de muligheder, som nanoteknologi potentielt kan realisere.
Årsagen til den senere tids fokus på nanoteknologi er anvendelsesmulighederne: Mange eksisterende teknologier kan kun forbedres på nano-niveau, samtidig med at der findes et stort antal helt nye anvendelser.
Det findes flere eksempler på nanoteknologi som er i brug i dag:
- Inden for elektronikken har man indtil nu opereret på mikroniveau (dvs. over 100 nm), men i kampen for at gøre komponenterne hurtigere og strukturerne mindre, må man gå over til nano-niveau. De nyeste processorer opererer f.eks. på 32 nm, og de er derfor pr. definition nanoteknologi.
- Genteknologien inden for biologi og medicin, som er et felt i voldsom vækst, opererer naturligt på nano-niveau.
- Inden for kemi og materialevidenskab har man i længere tid været i stand til at designe stoffer og strukturer nærmest atom for atom og molekyle for molekyle. De nyere tiltag er, at teknikkerne er blevet bedre, og strukturerne kan gøres større og mere komplicerede.

## Hvad der findes på nano-niveau
Nano-niveauet samler stor interesse indenfor mange felter på grund af, at mange strukturer i naturen netop forekommer i denne størrelsesorden.
- Enkeltatomer, 0,1 nm.
- Røntgenstråling, 0,1-10nm.
- Virus, mellem 20 og 400nm.
- Cellekerner og andre organeller. En celle i menneskekroppen er normalt på 10 – 100µm, dvs. 10.000 – 100.000nm, som er langt over nano-niveau, men organellerne er på nano-niveau.
- Protein er typisk mellem 5 og 100nm, og er dermed i en størrelse hvor de kan interagere med nano-strukturer
- Domæner og domænegrænser for krystaller og andre strukturer. Generelt er grænsesnit og kanteffekter vigtige i nanoteknologi.

Derudover findes fænomener og konstruktioner som kun optræder på nano-niveau
- Kvanteprikker
- Molekylære skytler
- Coulomb-blokade
- Kvantiseret kontaktmodstand
- kvantekabler